# Carl Tanner
Carl Tanner (Contea di Arlington, 1962) è un docente, cantante e tenore statunitense, specializzato nel genere operistico

## Primi anni e formazione
Cresciuto in “condizioni molto modeste”, Carl Tanner iniziò a interessarsi alla musica grazie a icone della musica country come John Denver, Willie Nelson e Roy Clark. Cominciò a prendere lezioni di violino all'età di 13 anni e, sebbene non abbia mai preso sul serio lo strumento, Tanner sostiene che questo sia stato l'inizio del suo amore per la musica classica. Un vicino lo convinse a fare un provino per il coro del liceo dopo averlo ascoltato cantare sotto la doccia e, dopo un anno di esibizioni come solista per il coro, fece un provino per i Madrigals.
Dopo essersi diplomato alla Washington-Liberty High School di Arlington, Virginia, Tanner ha frequentato il Conservatorio di Musica di Shenandoah presso la Shenandoah University di Winchester, Virginia, dove nel 1985 conseguì la laurea. Al suo ritorno ad Arlington si è iscritto alla Northern Virginia Trucking Academy e trascorse i successivi anni come camionista. Per guadagnare qualche soldo in più, lavorava in nero come un moderno cacciatore di taglie per gli agenti di polizia di Arlington.

## La carriera
Un giorno, mentre percorreva lentamente la Interstate 95 nella cabina del suo camion a 18 ruote, cantando l'aria di Giacomo Puccini “E lucevan le stelle” dall'atto III della Tosca per passare il tempo, Tanner ebbe una svolta quando una donna in una decappottabile nella corsia accanto gli gridò: “Sei tu o è la radio?” “Sono io, signora”, rispose Tanner. “Beh, allora hai sbagliato vocazione”, dichiarò la donna. "Dovresti guadagnarti da vivere cantando, non guidando".
Poco dopo Tanner decise di intraprendere la carriera musicale. Con il sostegno del suo datore di lavoro, si trasferì a New York nel 1990 e, alla fine del 1991, mentre lavorava come cameriere cantante nel ristorante Bianchi and Margarita's, fu notato da Richard Gaddes, il direttore della Santa Fe Opera, che gli fece partecipare al programma di apprendistato per cantanti nel 1992 (e poi nel 1993) per ottenere una formazione più completa. Il suo lavoro più recente è stato il ruolo di Otello nell'Otello della Palm Beach Opera.

## Prime interpretazioni importanti
Una delle prime opportunità per Tanner arrivò dal Teatro dell'opera della Virginia del Nord, che nel 1994 lo scritturò per il ruolo principale nell'Edgar di Giacomo Puccini, raramente rappresentato. Da allora Tanner ha interpretato una serie di ruoli principali nei principali teatri lirici, tra cui I Pagliacci a La Monnaie, Bruxelles, Cavaradossi nella produzione della Tosca dell'Orchestra del Minnesota e Radames (al fianco del soprano Angela Brown) nell'Aida dell'Opera Pacific.
Dopo le esibizioni con l'Opera Nazionale di Washington nelle produzioni della stagione 2004-2005 di Samson et Dalila e Il trovatore, tornò a Santa Fe per cantare “Calaf” in Turandot durante la stagione estiva 2005 della compagnia. Tanner cantò Calaf anche in molti dei principali teatri d'opera in Germania e nel 2006 interpretò il ruolo al Maggio Musicale Fiorentino sotto la direzione di Zubin Mehta, partecipando a diverse tournée in Giappone con l'organizzazione del festival.

## Esibizioni come solista e incisioni
Sul piano concertistico Tanner si è esibito come solista con molte orchestre sinfoniche, tra cui le Orchestra Sinfoniche di Saint Louis e Atlanta e le orchestre sinfoniche di Roanoke e West Virginia nel Requiem di Verdi. Tanner ha cantato “Oh Holy Night” alla cerimonia di accensione dell'albero di Natale alla Casa Bianca nel 2004. Ha registrato Edgar di Puccini (ruolo principale) e il ruolo di Menalaeus in Elena egizia di Richard Strauss con Deborah Voigt. Nel novembre 2006 Tanner ha pubblicato un CD di canzoni natalizie intitolato Hear the Angel Voices.

## Riconoscimenti
L'8 agosto 2005 è stato nominato National Patron della Delta Omicron, una confraternita musicale professionale internazionale.
Nel 2009 Tanner ha conseguito un dottorato onorario in musica presso la sua alma mater, la Shenandoah University.